# 安德烈·帕特里
| 1509 Esclangona | 1938年12月21日 | MPC |
| 1510 Charlois   | 1939年2月22日  | MPC |
| 1515 Perrotin   | 1936年11月15日 | MPC |
| 1516 Henry      | 1938年1月28日  | MPC |
| 1539 Borrelly   | 1940年10月29日 | MPC |
| 1756 Giacobini  | 1937年12月24日 | MPC |
| 1797 Schaumasse | 1936年11月15日 | MPC |
| 3142 Kilopi     | 1937年1月9日   | MPC |
| 4162 SAF        | 1940年11月24日 | MPC |

安德烈·帕特里（法語：André Patry，1902年11月22日—1960年6月20日）是一名法國天文學家，在1930年代末期發現了9顆小行星。
帕特里自幼成為孤兒，17歲開始在法國東南部的尼斯天文台工作。他研究小行星，並親自發現了幾顆小行星。小行星1601以他的名字命名（M.P.C. 2196）。

## 外部連結
- Obituary – JO 43 (1960) 156 （法語）